# Villa Di Negro Rosazza dello Scoglietto
Villa Di Negro Rosazza detta "dello Scoglietto" o "lo Scoglietto" è una villa di Genova, situata in piazza Dinegro 3, nel quartiere di San Teodoro, municipio II Centro-Ovest. Fu realizzata nel 1565 per il Doge Ambrogio Di Negro o per suo figlio Orazio in una zona che, a quel tempo, si trovava al di fuori delle mura cittadine, in posizione panoramica sul mare. Passata alla famiglia Durazzo, fu rimaneggiata in stile neoclassico alla fine del Settecento dall'architetto Tagliafichi. Nell'Ottocento, la costruzione della linea ferroviaria Torino-Genova ne compromise l'integrità del parco e portò alla costruzione di nuove rampe d'accesso al piano stradale.
Denominata "lo Scoglietto" dal colle ad ovest della città alle pendici del quale fu costruita, villa Rosazza conserva tuttora i caratteri tipici di villa litoranea, edificata tra il mare e il grande parco sul colle retrostante, nonostante il deciso mutamento del tessuto urbanistico nel quale è inserita. Oggi di proprietà del Comune di Genova, è collegata ad un parco storico ad uso pubblico di circa 14.000 m². La villa si trova in prossimità della stazione della metropolitana Dinegro.

## Storia
La villa fu commissionata nel XVI secolo dal doge Ambrogio Di Negro o per suo figlio Orazio nella zona di Fassolo — a quel tempo ubicata al di fuori delle mura cittadine — ove la famiglia Di Negro già dall'inizio del Quattrocento possedeva una villa suburbana.
Passata alla famiglia Maniero, quindi ai Durazzo, la villa fu completamente restaurata nel 1787 dall'architetto genovese Emanuele Andrea Tagliafichi per incarico di Gian Luca Durazzo, e assunse le attuali forme neoclassiche. L'edificio originario, con logge angolari, fu mutato soprattutto all'esterno e decorato a bugnato, timpani e statue terminali.
Nell'Ottocento la villa ospitò personaggi illustri, quali Carolina di Brunswick sposa di Giorgio IV d'Inghilterra (1815), papa Pio VII (1836), Honoré de Balzac e Lorenzo Pareto. Passata alla famiglia Rolla Rosazza, fu in seguito acquisita dal Comune di Genova.
La collocazione originaria è oggi sensibilmente mutata a causa degli interventi di urbanizzazione che, a partire dal piano urbanistico del 1816, hanno interessato la zona. In particolare, la costruzione della linea ferroviaria Torino-Genova e della strada costiera (oggi via Milano) nella seconda metà dell'Ottocento ha causato la pesante mutilazione dei terrazzamenti a giardino sul lato a mare. In quell'occasione, furono costruiti una doppia scala e un sottopasso per permettere l'attraversamento della strada ferrata e collegare la villa alla nuova viabilità. I terrazzamenti a monte e il grande parco, invece, rimasero intatti e, restaurati nel 2015, oggi sono aperti al pubblico.

## Descrizione

### Architettura
L'originaria fisionomia della villa cinquecentesca, ricostruibile da una stampa del XVIII secolo, presentava due logge laterali al piano nobile e una facciata con motivi architettonici e grandi figure, attribuite dal Ratti nel 1780 e dall'Alizeri nel 1846 a Giovanni Andrea Ansaldo. Dopo il restauro settecentesco, la facciata presenta un timpano neoclassico con putti scolpiti da Nicolò Stefano Traverso, con un neoclassicismo formale ma articolato dall'alternarsi dei volumi.
Internamente, la pianta irregolare a "U" articolato, porta ad una distribuzione atipica, con l'atrio non in posizione centrale.

### Decorazione
La decorazione interna conserva elementi originali cinquecenteschi della villa dei Di Negro, affiancati da motivi settecenteschi. Della villa cinquecentesca rimangono i portali in ardesia, la volta del salone centrale del piano nobile raffigurante le imprese del doge Ambrogio Di Negro contro i Corsi, e le decorazioni a grottesche delle altre sale. Gli elementi decorativi settecenteschi, invece, traspaiono nei motivi a stucco e nelle dorature.

### Giardino
Il parco della villa, organizzato dall'architetto Tagliafichi nel Settecento, si sviluppava verso il mare con terrazzamenti ormai perduti. A livello del piano nobile si trova un monumentale ninfeo con decorazioni a mosaico polimaterico. Il parco, seppur ridotto, continua nella parte posteriore della villa, sulla collina. La disposizione originale è documentata dal Gauthier.

## Galleria d'immagini

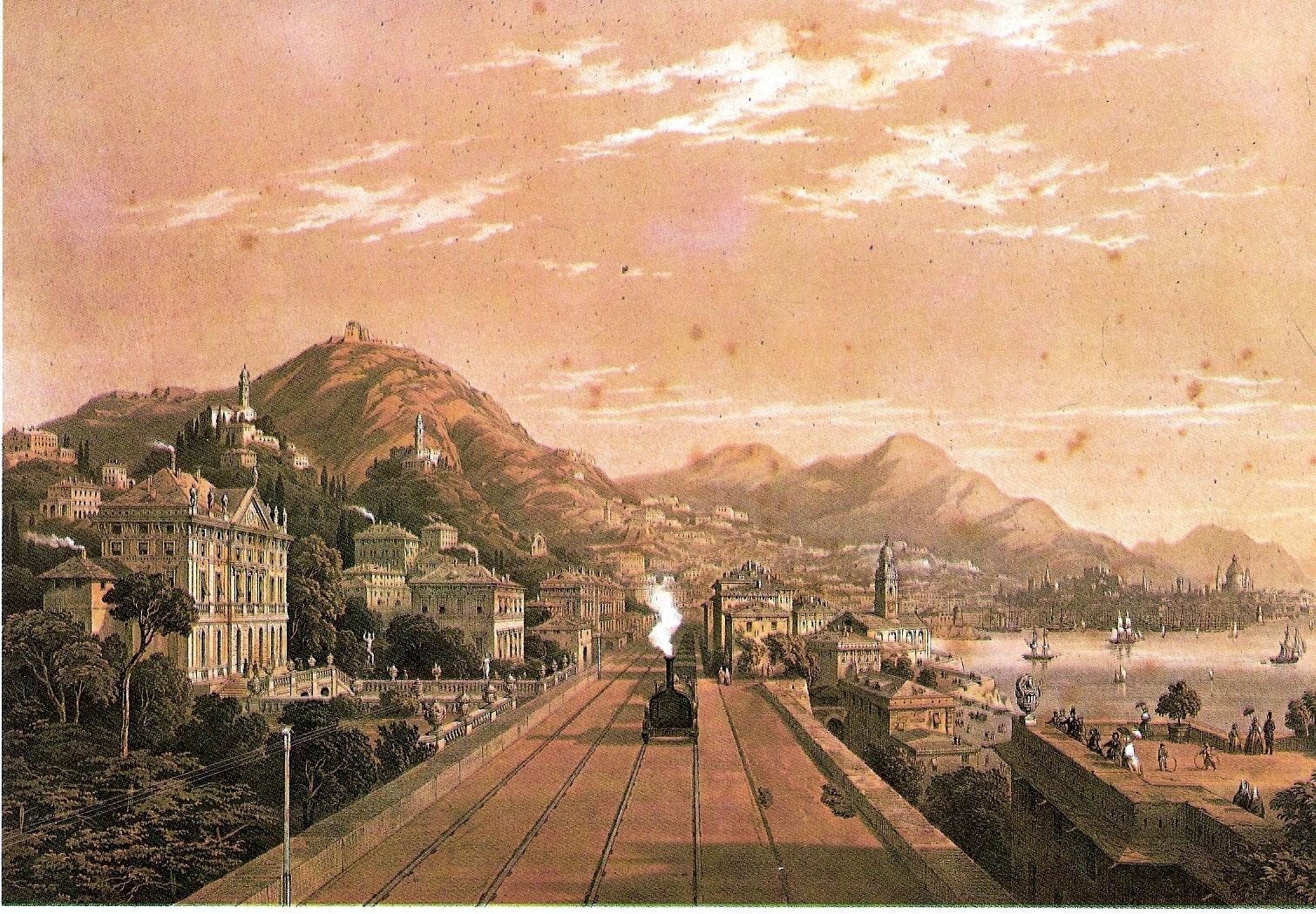
La Ferrovia Torino-Genova e Villa Di Negro Rosazza (a sin.)
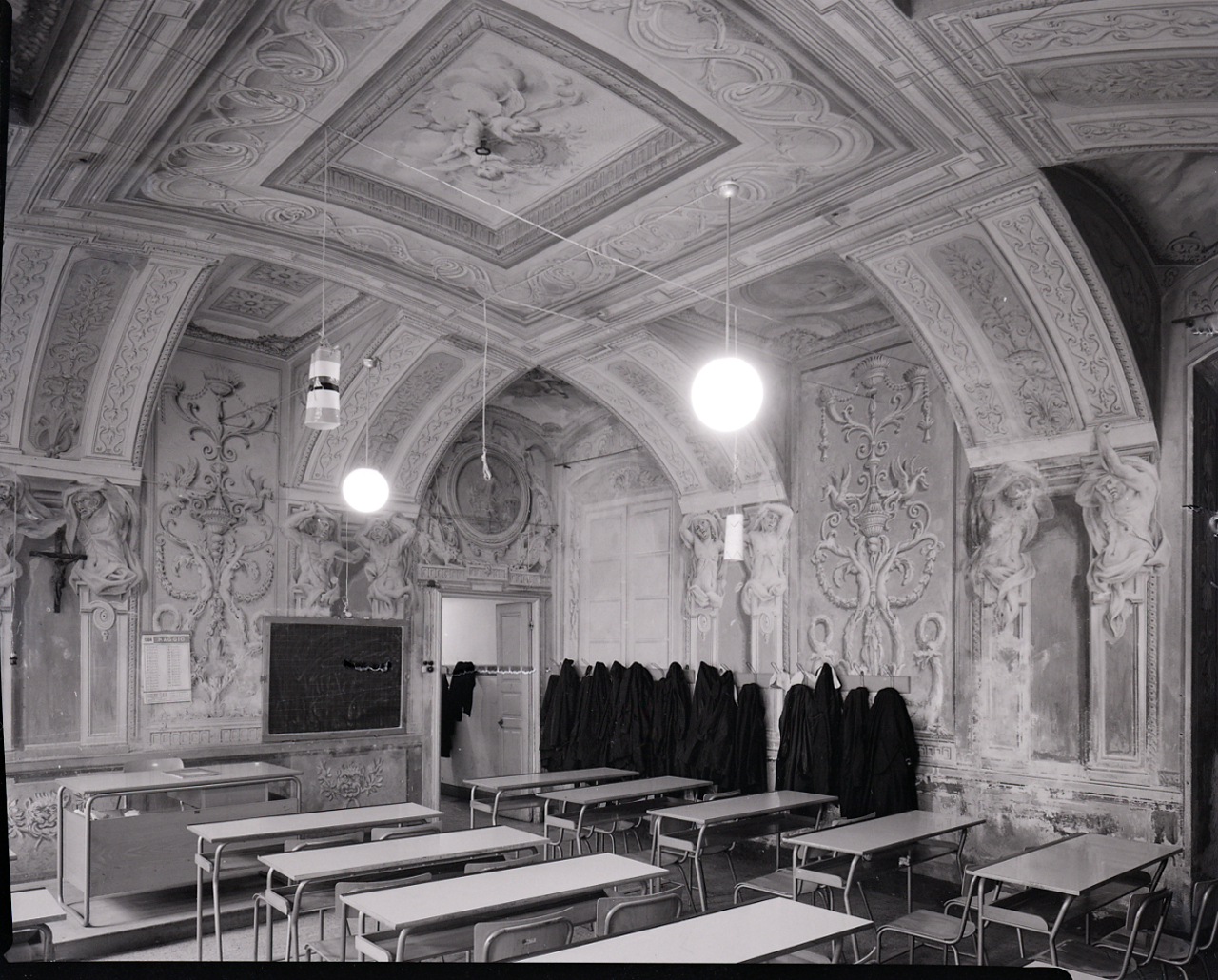
Villa Di Negro Rosazza. Paolo Monti - Servizio fotografico (Genova, 1964)
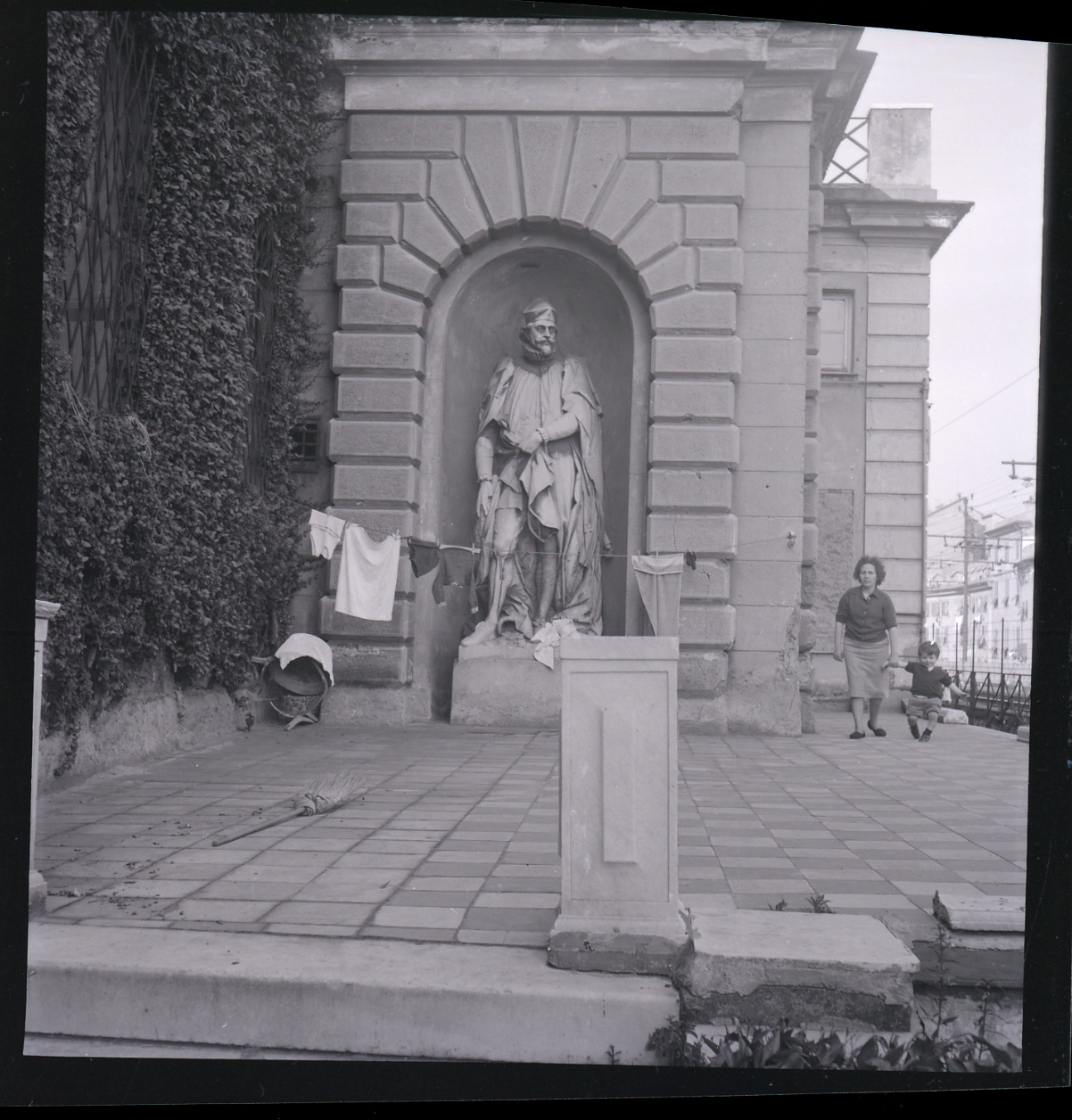
Villa Di Negro Rosazza. Paolo Monti - Servizio fotografico (Genova, 1964)
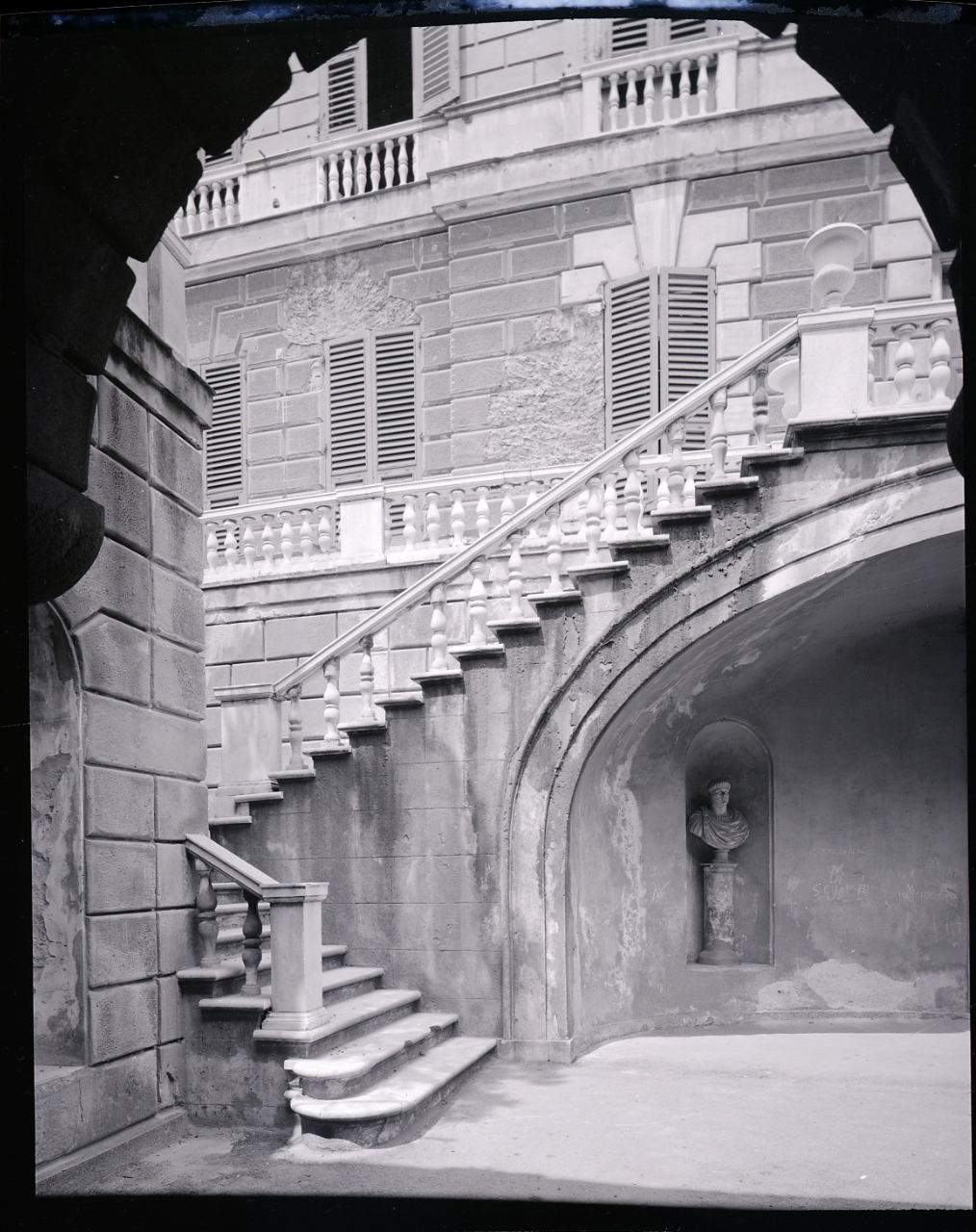
Villa Di Negro Rosazza. Paolo Monti - Servizio fotografico (Genova, 1964)
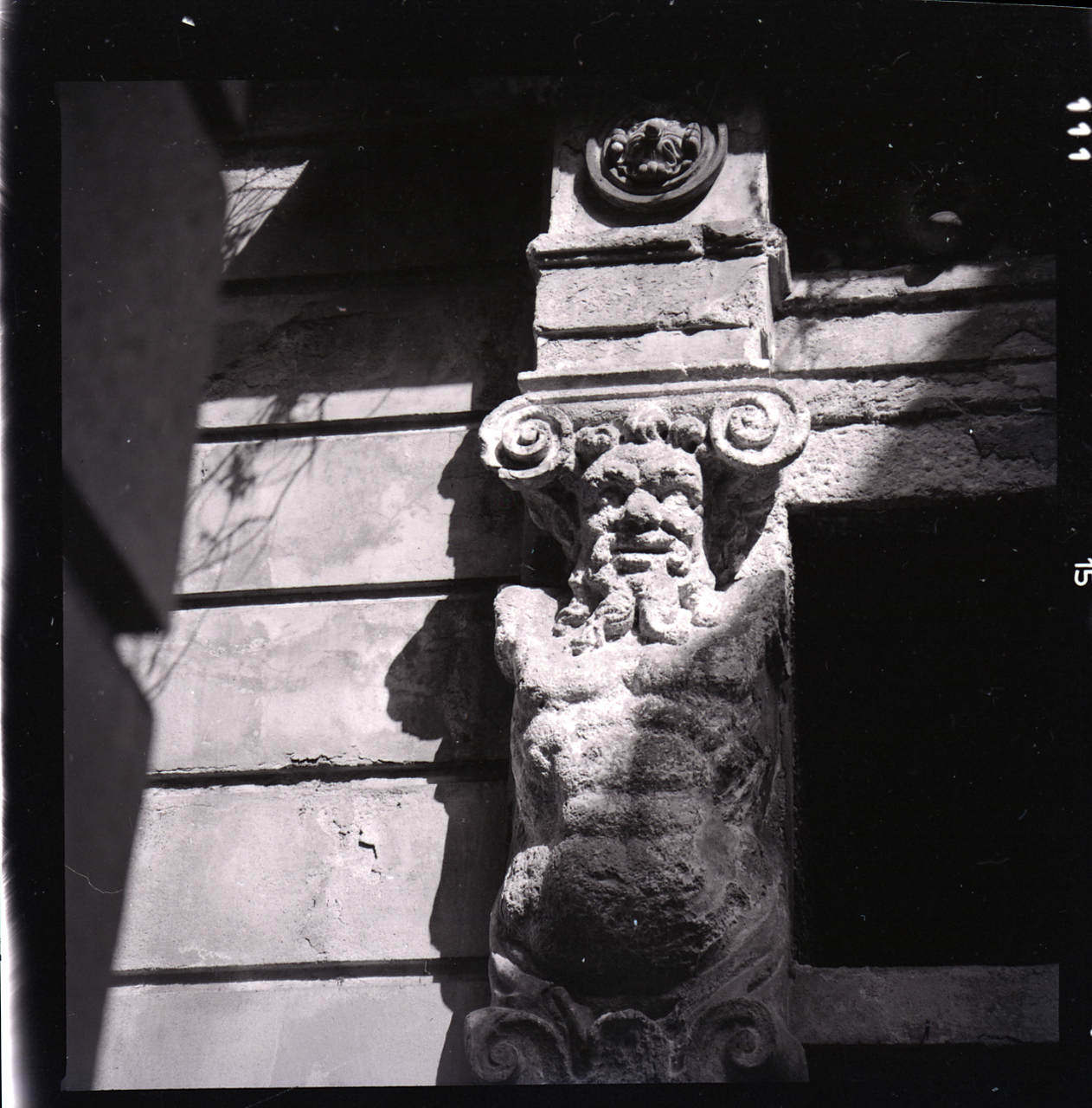
Villa Di Negro Rosazza. Paolo Monti - Servizio fotografico (Genova, 1964)
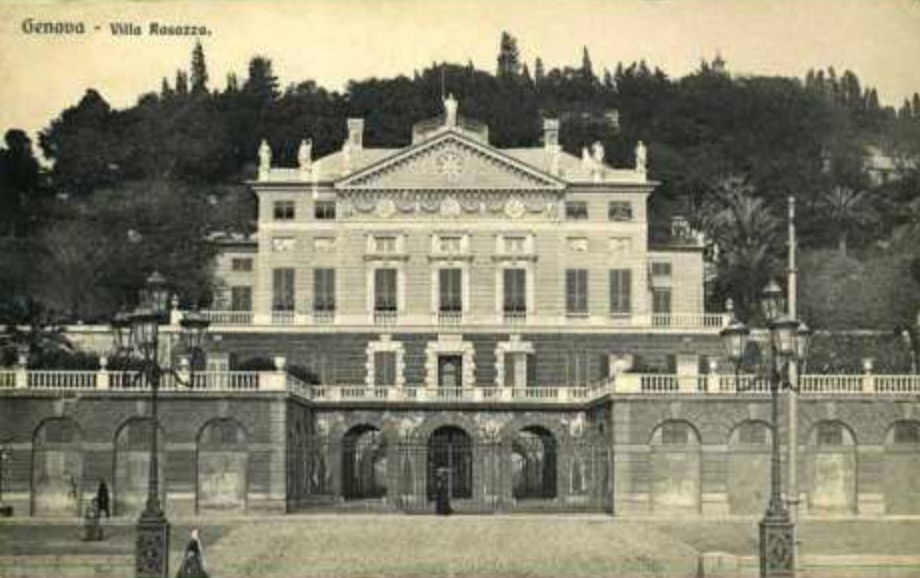
Villa Di Negro Rosazza
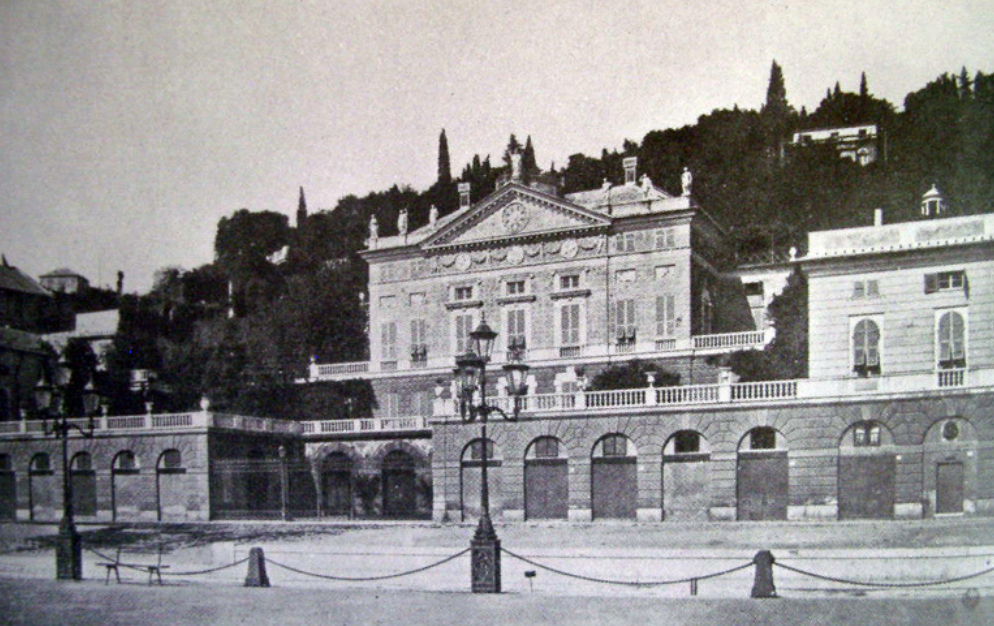
Villa Di Negro Rosazza
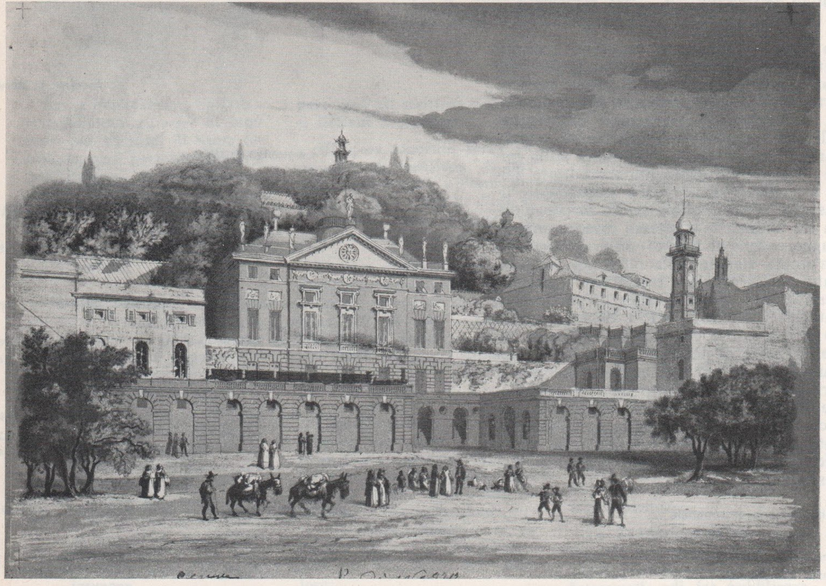
Villa Di Negro Rosazza
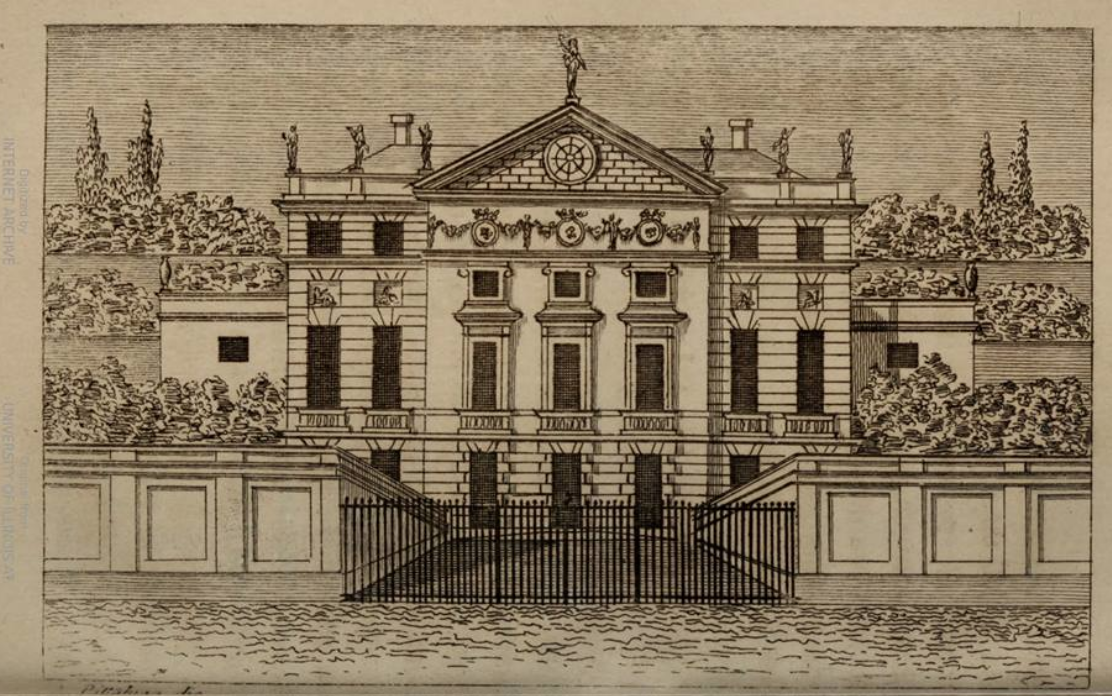
Villa Di Negro Rosazza
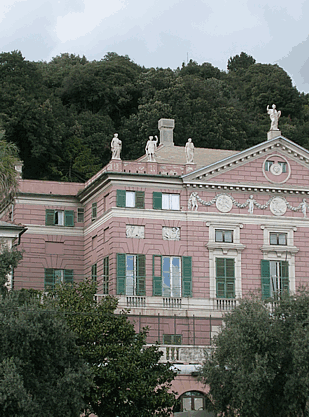
Villa Di Negro Rosazza